# Provincia de Sanguié
Sanguié es una de las 45 provincias de Burkina Faso, su capital es Réo.

## Departamentos (población estimada a 1 de julio de 2018)
La provincia está dividida en nueve departamentos:
- Dassa 20,456
- Didyr 55,082
- Godyr 26,385
- Kordié 23,696
- Kyon 28,103
- Pouni 54,701
- Réo 83,417
- Ténado 58,438
- Zamo 20,725
- Zawara 28,989